# 精子の運動性
精子の運動性（Sperm motility）とは、精子が女性の生殖管内（体内受精）や水溶液中（体外受精）を適切に移動して卵子に到達する能力を指す。精子の運動性は、妊娠を成功させるための要因である「質」とも考えられる。正しく「泳ぐ」ことができない精子は、受精のために卵子に到達することができない。また、哺乳類の精子の運動性は、卵母細胞を取り囲む卵丘（細胞の層）や透明帯（細胞外マトリックスの層）を精子が通過するのを容易にする。
ウッドマウス（Apodemus sylvaticus ）の場合、精子は“列車状”に集合し、雌の生殖管の粘性環境をよりよく通過できるため、卵子との受精がより上手くいく。この“列車”は、正弦波状の動きをする。
精子の運動性は、卵子から放出される特定の因子によっても影響を受ける。
精子の運動は、細胞内のイオン濃度の変化によって活性化される。運動を誘発するイオン濃度の変化は、種によって異なる。海産無脊椎動物やウニでは、pHが約7.2〜7.6に上昇すると、ATPaseが活性化されて細胞内のカリウムが減少し、膜の過分極が誘導され、その結果、精子の運動が活性化される。また、細胞内のイオン濃度を変化させる細胞容積の変化も、精子運動の活性化に寄与する。一部の哺乳類では、pH、カルシウムイオン、cAMPの増加により精子の運動が活性化されるが、精巣上体のpHが低いと精子の運動が抑制される。
精子の尾部である鞭毛は、精子に運動性を与えるもので、3つの主要な構成要素がある。
1. 11本の微小管で構成された中央骨格（軸糸（英語版）と呼ばれ、繊毛に見られる同等の構造に似ている）
2. 軸糸を覆う薄い細胞膜
3. 中間部の軸素の周りに螺旋状に配置されたミトコンドリア

尾の前後運動は、軸糸を構成する前管と後管の間のリズミカルな縦方向のスライド運動によって行われる。このときのエネルギーは、ミトコンドリアで作られるATPによって供給される。流体中の精子の速度は通常1〜4mm/分である。これにより、精子は卵子に向かって移動し、受精することができる。
軸索は、その基部で遠位中心小体と呼ばれる中心小体に付着し、基底小体として機能する。多くの動物では、この遠位中心小体がショックアブソーバーの役割を果たし、微小管フィラメントが軸索の根元で動かないようにしている。一方、哺乳類では、この遠位小体が非典型的な構造に進化しており、非典型的遠位中心小体と呼ばれている。非典型的遠心中心小体は、左右方向に大きく開いた微小管束から成る。精子の運動時には、この2つの束が相互に動き、精子の尾部の波形を形成する。
哺乳類では、精子は受精能獲得と呼ばれる機能的成熟過程を経る。精子が峡部卵管に到達すると、上皮に付着して運動性が低下することが報告されている。排卵期近くになると、活動亢進が起こる。この過程では、鞭毛は大きく曲がり長い周期で活動する。亢進は細胞外カルシウムによって開始されるが、カルシウム濃度を調節する要因は不明である。
技術的な介入がなければ、非運動性の精子や異常運動性の精子は受精しない。従って、精子集団のうち運動性のあるものの割合は、精液の質の指標として広く用いられている。精子の運動性が十分でないことは、低妊孕率や不妊症の一般的な原因である。精子の質を改善するにはいくつかの方法がある。

## 軸糸の運動
精子の運動は、いくつかの代謝経路と調節機構に依存している。
軸糸の運動は、外腕と内腕に分かれた分子モーター（ダイニン）による軸索の二重構造の微小管の活発な滑り運動に基づいている。外腕と内腕は、鞭毛運動の生成と制御において異なる役割を果たしている。外腕はうなり振動数を増加させ、内腕は鞭毛の屈曲の推進と伝播に関与している。鞭毛の屈曲は、ダイニンアームがBサブユニットに付着し、力を発生させ、離脱するというサイクルを繰り返すことによって起こる。軸糸の結合は、ダイニンによって生成される微小管のスライドに対する抵抗の存在の結果である。
中心対小管の両側のダイニンは、鞭毛の屈曲を調節するラジアルスポーク・中心対小管によって行われる活性化/非活性化の繰り返しによって互い違いに調節される。精子の運動はいくつかの経路で制御されているが、最も重要なのはカルシウム経路とPKA経路である。この経路には、各種イオン、アデニル酸シクラーゼ、cAMP、膜チャネル、リン酸化などが関与している。
最初のイベントは、Na+/HCO3-（NBC）共輸送体の活性化と、SLC26輸送体によるHCO3-/Cl-の制御であり、これによりHCO3-濃度が上昇する。
第2のイベントは、Na+/H+交換輸送体とプロトンチャネルHv-1の活性化であり、これによりpHが上昇する。
このようなHCO3-とpHの上昇により、精子膜に特異的なカルシウムチャネルであるCatSperチャネルが活性化される。CatSperは、プロゲステロンやアルブミンによっても活性化される。CatSperが活性化されると、細胞内に自由なカルシウムの入り口が開かれ、細胞内のカルシウム濃度が全体的に上昇することになる。
HCO3-、pH、カルシウムの増加は、可溶性アデニル酸シクラーゼ（SACまたはSACY）の活性化につながり、cAMPの産生を増加させ、PKAの活性化をもたらす。PKAは、いくつかのチロシンキナーゼをリン酸化するプロテインキナーゼであり、軸糸ダイニンのリン酸化で終わるリン酸化カスケードを引き起こし、鞭毛運動を開始することになる。

## 精子DNAの損傷
精子のDNA損傷は不妊症の男性によく見られる。精子の運動性に異常のある男性の約31％は、高レベルの精子DNA断片化を有している。